# Ventriglio

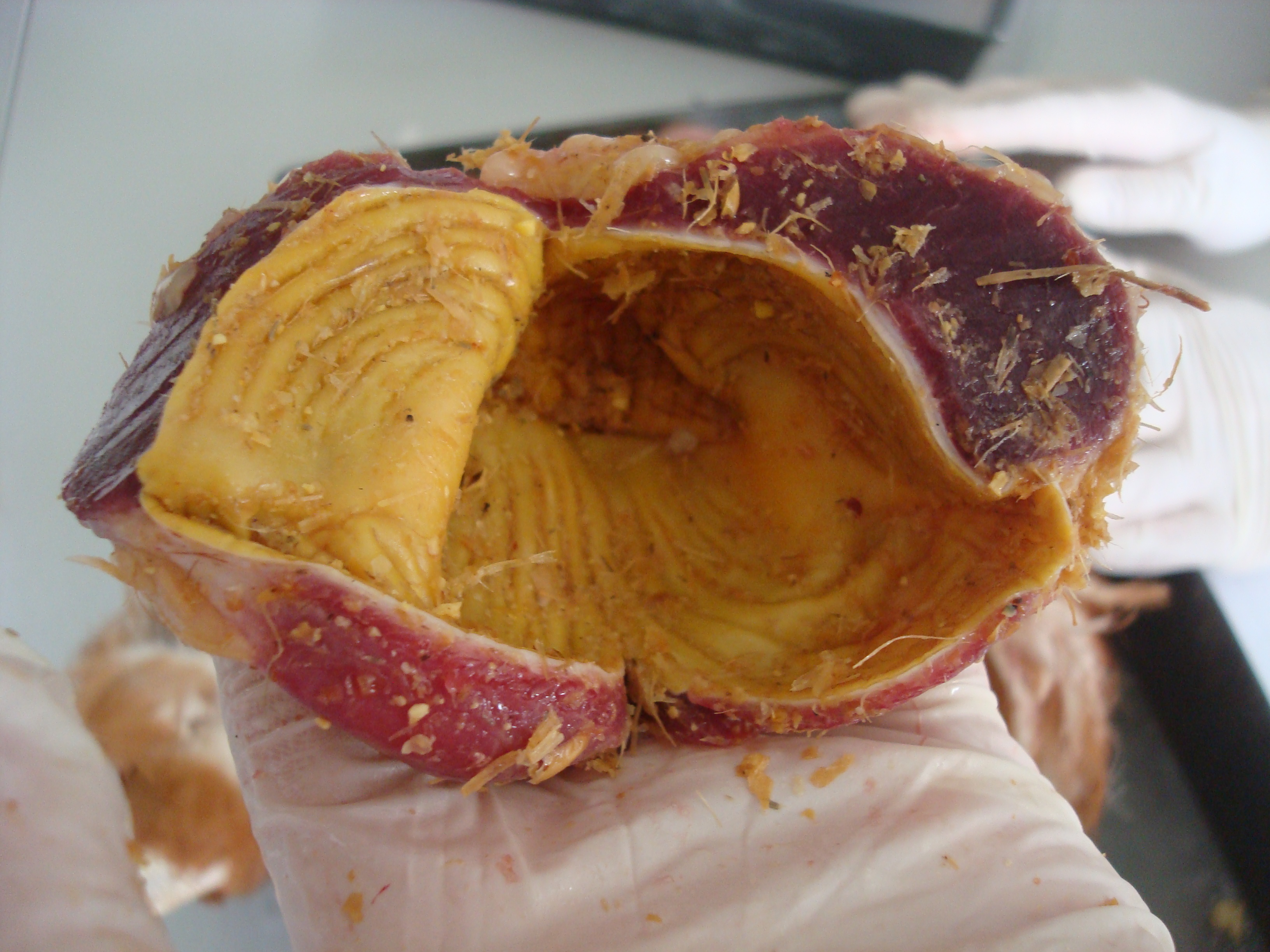
Ventriglio di un pollo.

Il ventriglio è una porzione dell'apparato digerente presente negli insetti, negli anellidi, nei molluschi e negli arcosauri, cioè coccodrilli e uccelli. La triturazione del cibo avviene mediante la muscolatura e alcune placche situate nella sua parete interna.
Lo stesso termine indica la porzione dello stomaco degli uccelli situata in corrispondenza della regione pilorica, denominata anche stomaco trituratore e stomaco muscolare. È formata da una massa muscolare, più o meno sviluppata secondo il tipo di alimentazione, che costituisce le pareti; queste sono rivestite da una cuticola di natura cornea, talvolta dotata di papille e di tubercoli.